# Bryconinae
Die Bryconinae sind eine Unterfamilie aus der Ordnung der Salmlerartigen (Characiformes). Die Fische leben vom südlichen Mexiko bis nach Argentinien. 

## Merkmale
Es sind große Fische mit forellenähnlichem Äußeren. Die größten Arten werden 70 Zentimeter lang.
Charakteristisch für die Bryconinae sind zwei oder mehr Reihen Zähne auf dem Zwischenkieferbein, ein zahnloses Flügelbein und zwei Reihen Zähne im Unterkiefer. 

## Systematik
Es gibt drei Gattungen von denen zwei, Chilobrycon und Henochilus, jeweils nur eine Art enthalten.
- Bryconinae
  - Brycon Müller & Troschel, 1844
  - Chilobrycon Géry & de Rham, 1981
  - Henochilus Garman, 1890